# Красноозёрное сельское поселение
Красноозёрное се́льское поселе́ние — муниципальное образование в составе Приозерского района Ленинградской области. Административный центр — деревня Красноозёрное.

## Географическое положение
Поселение расположено в юго-западной части района, граничит с Выборгским районом. 
По территории поселения проходят автомобильные дороги:
- 41К-017 (Пески — Подгорье)
- 41К-029 (Подъезд к деревне Красноозёрное)
- 41К-151 (Подъезд к посёлку Пчёлино)
- 41К-152 (Подъезд к посёлку Пчёлино)

Расстояние от административного центра поселения до районного центра — 85 км.
На территории поселения находится озеро Красное, горнолыжные курорты «Красное Озеро», «Золотая Долина», «Снежный».

## История
В 1994 году в результате преобразования сельсоветов в волости из состава Мичуринского сельсовета была выделена Красноозёрная волость.
1 января 2006 года в соответствии с областным законом № 50-оз от 1 сентября 2004 года «Об установлении границ и наделении соответствующим статусом муниципального образования Приозерский муниципальный район и муниципальных образований в его составе» было образовано Красноозёрное сельское поселение, в состав которого вошла территория бывшей Красноозёрной волости.

## Население
| 2006  | 2010  | 2011  | 2012  | 2013  | 2014  | 2015  |
| ----- | ----- | ----- | ----- | ----- | ----- | ----- |
| 1000  | ↗1085 | ↗1089 | ↗1092 | ↗1101 | ↘1098 | ↗1137 |
| 2016  | 2017  | 2018  | 2019  | 2020  | 2021  | 2023  |
| ↘1136 | ↘1125 | ↗1140 | ↘1136 | ↘1099 | ↘993  | ↗1027 |
| 2024  | 2025  |       |       |       |       |       |
| ↗1048 | ↗1051 |       |       |       |       |       |

## Состав сельского поселения
| № | Населённый пункт | Тип населённого пункта          | Население   |
| - | ---------------- | ------------------------------- | ----------- |
| 1 | Васильево        | деревня                         | →7 (2017)   |
| 2 | Красноозёрное    | деревня, административный центр | ↗951 (2017) |
| 3 | Светлое          | деревня                         | ↘125 (2017) |
| 4 | Силино           | деревня                         | ↘26 (2017)  |
| 5 | Четверяково      | деревня                         | ↗17 (2017)  |